# فده گالیزیا
فده گالیزیا (انگلیسی: Fede Galizia) که بیشتر با نام گالیزیا شناخته می‌شود، (حدود ۱۵۷۸ – ۱۶۳۰) نقاش ایتالیایی آثار طبیعت بی‌جان، پرتره‌ها و تصاویر مذهبی بود. او به‌ویژه به عنوان نقاش طبیعت بی‌جان میوه‌ها شناخته می‌شود، سبکی که یکی از پیشگامان آن در هنر اروپایی بود. شاید او به اندازه سایر هنرمندان زن مانند آنجلیکا کافمن و لوئیز الیزابت ویژه لوبرن شناخته نشده باشد، زیرا دسترسی به حلقه‌های اجتماعی درباری یا اشرافی نداشت و هیچ‌گاه حمایت خاصی از حکام سیاسی و نجیب‌زادگان جلب نکرده بود.

## زندگی
فده گالیزیا در میلان، احتمالاً در سال ۱۵۷۸ به دنیا آمد. پدرش، نونزیو گالیزیا، که او هم نقاش مینیاتور بود، از ترنتو به میلان نقل‌مکان کرده بود. فده (که نامش به معنای «ایمان» است) نقاشی را از او آموخت و احتمالاً حکاکی را نیز از او فرا گرفت. در سن دوازده سالگی، او به اندازه‌ای در نقاشی مهارت پیدا کرده بود که توسط جیان پائولو لومازو، نقاش و نظریه‌پرداز هنری که دوست پدرش بود، ذکر شد و او نوشت: "[این دختر خود را به تقلید از برجسته‌ترین‌های هنر ما اختصاص داده است.]" در سال‌های نوجوانی، او شهرتی بین‌المللی به عنوان هنرمند کسب کرده بود.
در سنین پایین، گالیزیا به عنوان نقاش پرتره معروف شده بود و بسیاری از آثار کمیشن شده را می‌کشید. پدرش ممکن است از نمونه سوفونیسبا آنگیسولا، که اهل کرمونا بود و حدود ۵۰ مایل از میلان فاصله داشت، الهام گرفته باشد تا دخترش را آموزش دهد. شاید تأثیر پدرش به عنوان یک مینیاتوریست باعث شد که گالیزیا به جزئیات در پرتره‌هایش توجه زیادی داشته باشد. شیوه او در به تصویر کشیدن جواهرات و لباس‌ها باعث شد که او یک نقاش پرتره بسیار مورد توجه باشد. او اغلب به کشیدن موضوعات مذهبی و دنیوی نیز سفارش داده می‌شد. چندین اثر از او بر اساس داستان کتاب‌های قانونی ثانی از کتاب جودیت و هولوفرنس که موضوعی محبوب در هنر آن دوره بود، در مجموعه‌های خصوصی باقی مانده‌اند. شاید نخستین اثرش Judith with the Head of Holofernes بود که در ۱۵۹۶ کشیده شد و اکنون در ساراسوتا، فلوریدا در موزه هنر رینگلینگ نگهداری می‌شود. او همچنین مینیاتورها و قطعات آلترپیس برای صومعه‌ها می‌کشید. گالیزیا هرگز ازدواج نکرد و فرزندی نداشت و به جای آن، اموال خود را به دخترعمه‌اش، آنا گالیزیا، و برادرزاده‌اش، کارلو هنریکو، واگذار کرد. در ۲۱ ژوئن ۱۶۳۰، او وصیت‌نامه‌اش را نوشت و احتمالاً در اثر طاعون در میلان به‌طور ناگهانی درگذشت.

## سبک
سبک نقاشی او از سنت‌های واقع‌گرایی دوره رنسانس در ایتالیا مشتق شده بود و رویکردی بسیار واقع‌گرایانه داشت. مهارت‌های هنری گالیزیا در پرتره پائولو موریجیا، ژنرال جزواتی‌ها، دانشمند، نویسنده و تاریخ‌نگار، و یکی از حامیان اولیه او آشکار است. پرتره پائولو موریجیا (۱۵۹۶) سوژه را در حال نوشتن شعری دربارهٔ تصویر گالیزیا نشان می‌دهد. او چندین سفارش عمومی برای ساخت قطعه محراب در کلیساهای میلان دریافت کرد، از جمله  Noli me tangere (۱۶۱۶؛ میلان، سنت استفانو) که برای محراب کلیسای سانتا ماریا مادالنا ساخته شده بود.
وقتی گالیزیا پرتره نمی‌کشید، بیشتر علاقه‌مند به نقاشی طبیعت بی‌جان بود، سبکی که او یکی از پیشگامان آن بود و برای همین بیشتر شناخته می‌شود. اگرچه منابع کمی از آثار طبیعت بی‌جان گالیزیا نام می‌برند، اما این آثار بیشتر از سایر آثار باقی‌مانده از او هستند. شصت و سه اثر از او فهرست شده است که از این تعداد، ۴۴ اثر طبیعت بی‌جان هستند. تنها طبیعت بی‌جان امضا شده او، که در ۱۶۰۲ کشیده شده است، اولین طبیعت بی‌جان با تاریخ‌گذاری شناخته شده از یک هنرمند ایتالیایی است. با این حال، آثار او تا اوایل قرن بیستم به شایستگی مورد توجه قرار نگرفتند، زمانی که در مطالعاتی که در سال‌های ۱۹۶۳ و ۱۹۸۹ انجام شد، توجه ویژه‌ای به آثار او شد.
گالیزیا سبکی مشابه با تکلف‌گرایی لامباردی اواخر قرن شانزدهم داشت که در منتووا متمرکز بود، اما به‌طور بین‌المللی شناخته شده بود، به‌ویژه در فرانسه. طبیعت بی‌جان‌های گالیزیا از نخستین نمونه‌های نقاشی در سبکی جدید بودند که زنان، به‌طور جزئی به دلیل این‌که از دیگر انواع نقاشی‌ها کنار گذاشته شده بودند، بعدها در آن ممتاز شدند. طبیعت بی‌جان‌های گالیزیا از آثار پدرش متفاوت بودند و در جزئیات بیشتر و رنگ‌های زنده‌تر قرار داشتند. بیشتر این آثار شامل تزیینات میوه‌ای در چیدمان‌های ساده و رو به رو بودند. این آثار اغلب از یک سبد یا کاسه پر از یک نوع میوه، مانند هلو یا گلابی، تشکیل شده بودند که در کنار آن‌ها چند میوه دیگر، گاهی بریده شده، در پایین کاسه پخش می‌شدند.

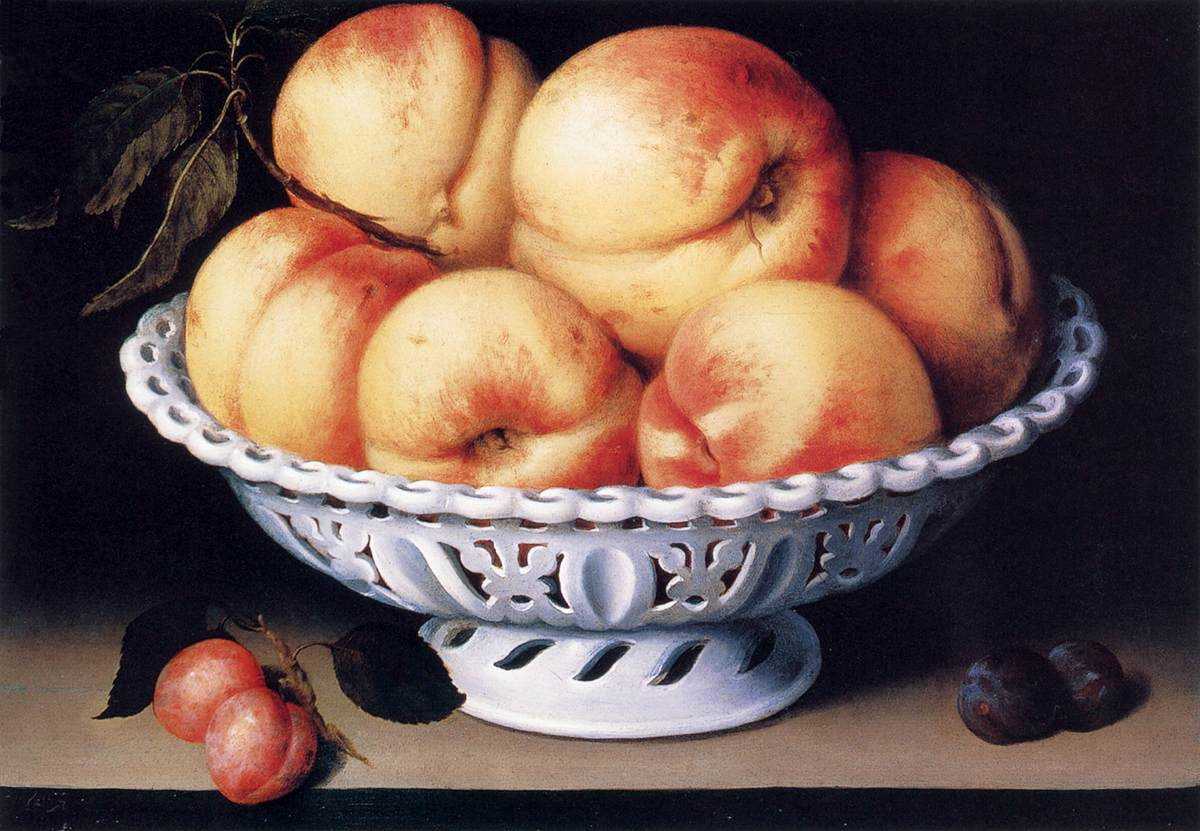
کاسه سرامیکی سفید با هلوها و آلوهای قرمز و آبی (۱۶۱۰)
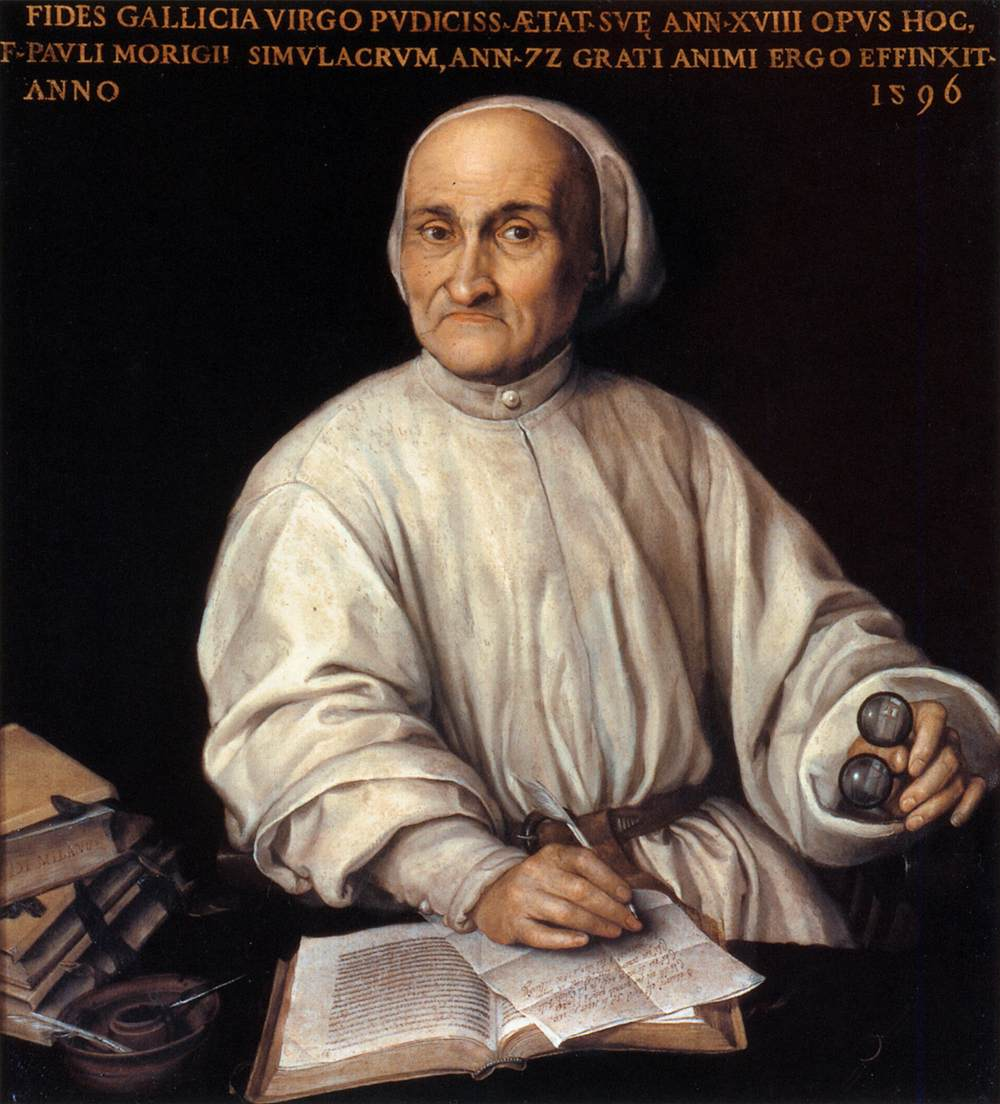
پرتره پائولو موریجیا (۱۵۹۲–۱۵۹۶)
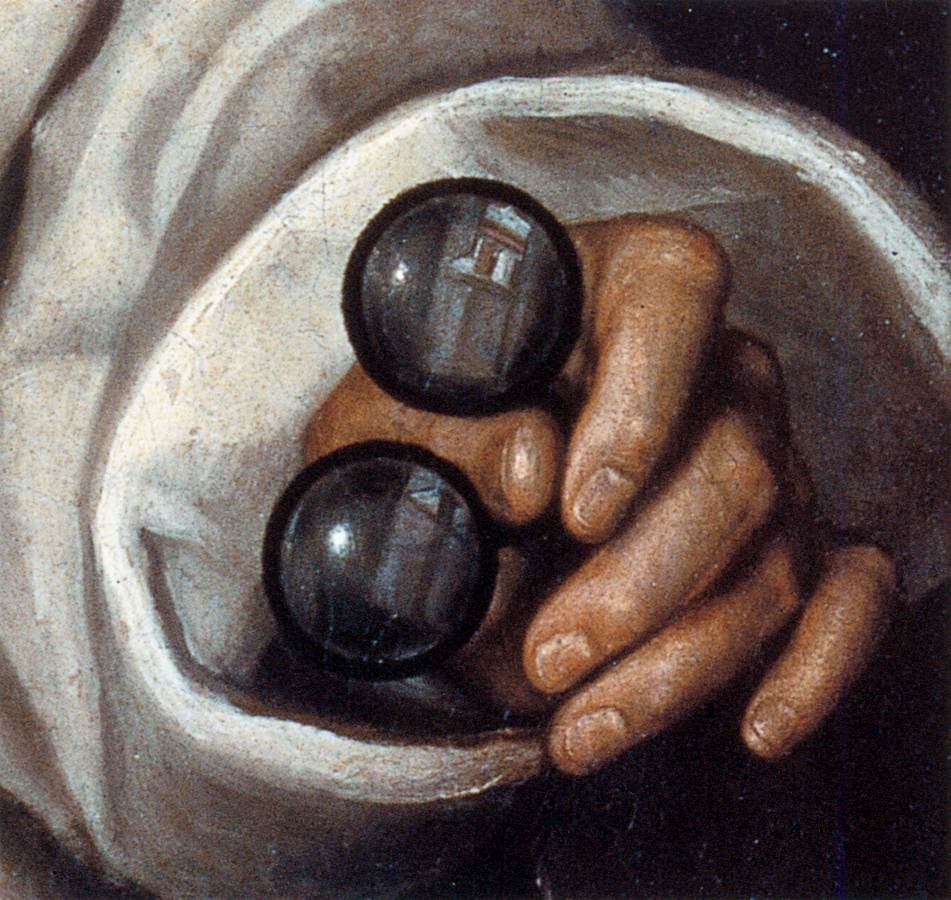
نمای نزدیک از بازتاب در عدسی‌های شیشه‌ای پرتره پائولو موریجیا (۱۵۹۶)
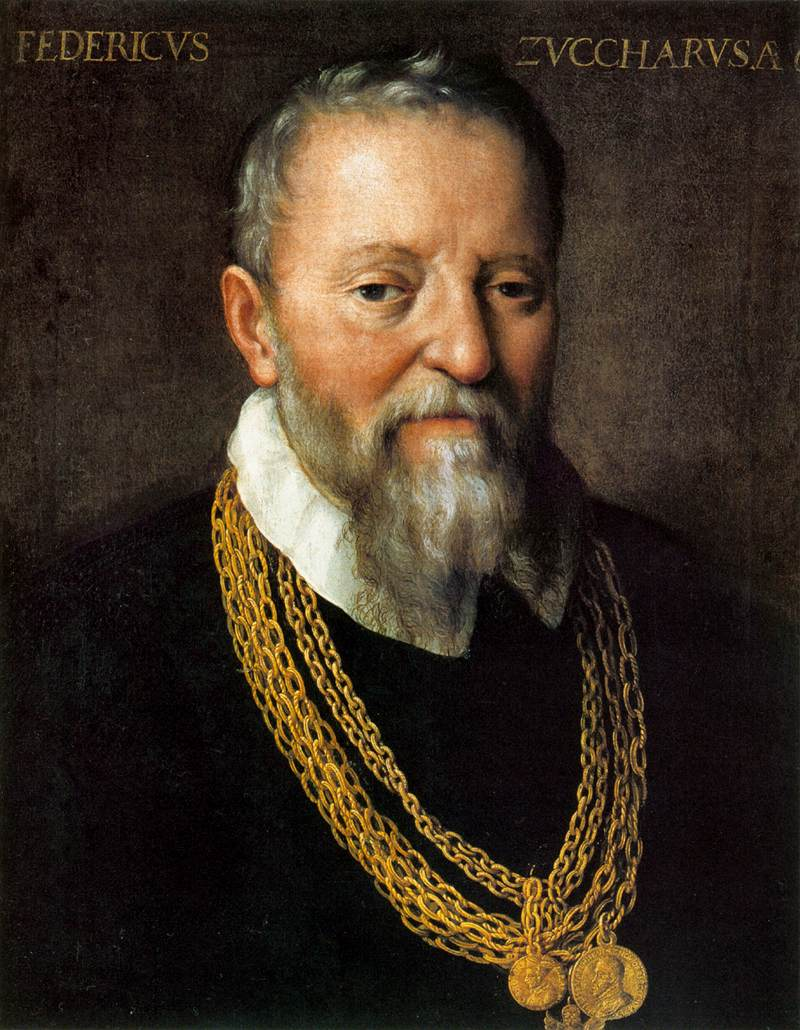
پرتره فدریکو زوکاری (۱۶۰۴)

بسیاری از طبیعت بی‌جان‌های او دارای گل‌های تازه یا میوه‌های دیگر بودند که بر روی پیشخوان قرار داده شده‌اند تا تضاد و مقیاس قابل توجهی ایجاد کنند، همان‌طور که در اثر او با عنوان طبیعت بی‌جان با هلو و چینی و کاسه دیده می‌شود. کارهای گالیزیا تحت تأثیر آثاری مانند سبد میوه کاراواجو قرار داشت. او با سبک بیشتر محدودتر دوران اصلاح کاتولیک ارتباط داشت و از ترکیب‌ها و فرم‌های پرزرق و برق که بسیاری از معاصرانش در این ژانر به‌کار می‌بردند، اجتناب کرد؛ بلکه ترجیح می‌داد سبک ترکیب‌بندی سخت‌تری مانند آنچه که در نقاشی‌های طبیعت بی‌جان فرانسیسکو دی زورباران دیده می‌شود، استفاده کند.
یکی دیگر از آثار قابل توجه او یودیت با سر هولوفرنس است که قهرمان بایبلی یودیت را نشان می‌دهد که سر بریده شده ژنرال آشوری هولوفرنس را در دست دارد. این نقاشی نه تنها به دلیل ارزش‌های هنری‌اش بلکه به خاطر نمایش یک شخصیت زن قوی و قاطع اهمیت دارد، که در این دوره زمانی تا حدی غیرمتعارف بود. یودیت و سر هولوفرنس در موزه هنر بالتیمور در نمایشگاه اخیر «ثبت اثر او: تاریخ هنرمندان زن در اروپا، ۱۴۰۰–۱۸۰۰» به نمایش گذاشته شد.
نقاشی‌های گالیزیا با دقت زیادی جزئیات را به نمایش می‌گذارند، به‌طور کامل متعادل هستند و توجه او به سایه‌ها، نور و بافت در آن زمان بی‌رقیب بود. او به‌ویژه در خلق فضایی دعوت‌کننده در نقاشی‌هایش مهارت داشت. ترکیب‌بندی‌های او شلوغ نیستند. آن‌ها به نظر می‌رسند که می‌توان به راحتی به میوه‌ها دست زد، آن‌ها را گرفت و از نقاشی بیرون کشید بدون اینکه باقی‌مانده کار آسیب ببیند. چیدمان‌های ظریف و روان او طبیعی و شاعرانه بودند.
پرتره پائولو موریجیا (۱۵۹۶) زمانی کشیده شد که گالیزیا تنها هجده سال داشت. هر جزئیات از تصویر با دقت تحلیلی نقاشی شده است. گالیزیا از محاکات (تقلید از واقعیت) در تصویر عینک‌های موریجیا استفاده می‌کند: بازتاب عدسی‌ها اتاقی را نشان می‌دهند که موریجیا در آن نشسته است و این‌گونه توهم واقعیت را افزایش می‌دهد.
گالیزیا به‌عنوان پیشگام در شیوه پردازش طبیعت بی‌جان در نقاشی‌های اروپایی شناخته می‌شود. در حال حاضر، تعداد دقیق نقاشی‌هایی که گالیزیا کشیده است مشخص نیست. بسیاری از آثار که ممکن است متعلق به او بوده باشند به همتای مرد او پانفیلو نوولونه نسبت داده شده‌اند، که الهام زیادی از گالیزیا گرفته بود. ممکن است او الهام‌بخش فرانچسکو کدینو از برگامو و نقاش طبیعت بی‌جان جیوانا گارزونی از دوره باروک بوده باشد.

## مجموعه‌های برجسته
آثار گالیزیا در بسیاری از موزه‌ها و مجموعه‌های عمومی نمایان است از جمله:
- گالری ملی هنر، واشینگتن. طبیعت بی‌جان سیب‌ها، گلابی‌ها، خیارها، انجیرها و یک هندوانه، حدود ۱۶۲۵–۱۶۳۰، ۲۰۲۳٫۳٫۲[۱۰]
- موزه هنر جان و مابل رینگلینگ. یودیت و هولوفرنس، دهه ۱۵۹۰، SN684[۱۱]
- پیناکوتکا آمبروزیانا، میلان. پرتره پائولو موریجیا، ۱۵۹۲–۱۵۹۵.
- مجموعه سیلوانو لودی، کامپیونه. کاسه سرامیکی سفید با هلو و آلو، حدود ۱۶۱۰.
- موزه ملی ورشو، ورشو. بشقاب پایه‌دار با میوه‌های جنوبی، ۱۶۰۰–۱۶۲۵.

## آثار گالیزیا

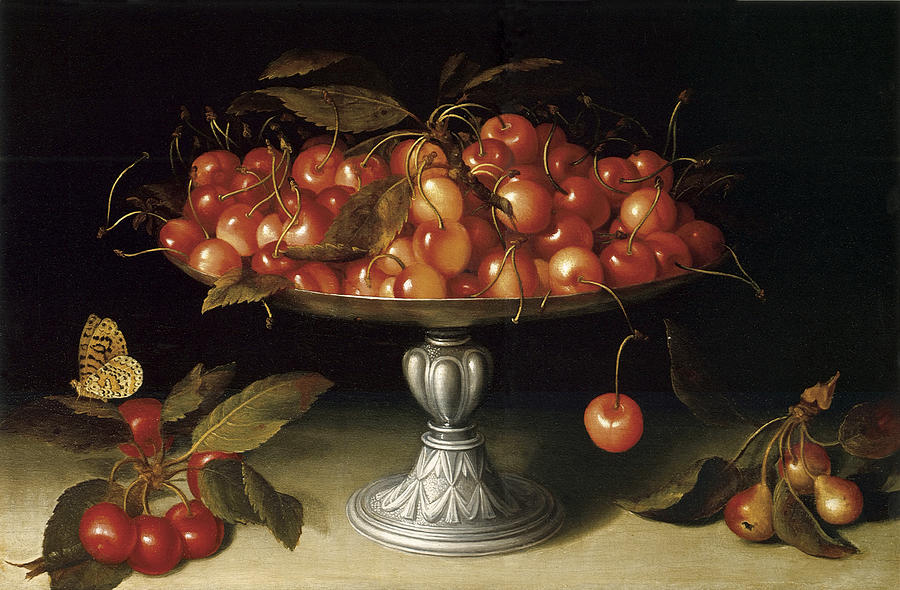
گیلاس‌ها در یک ظرف نقره‌ای با سیب ترش جنگلی بر روی لبه سنگی
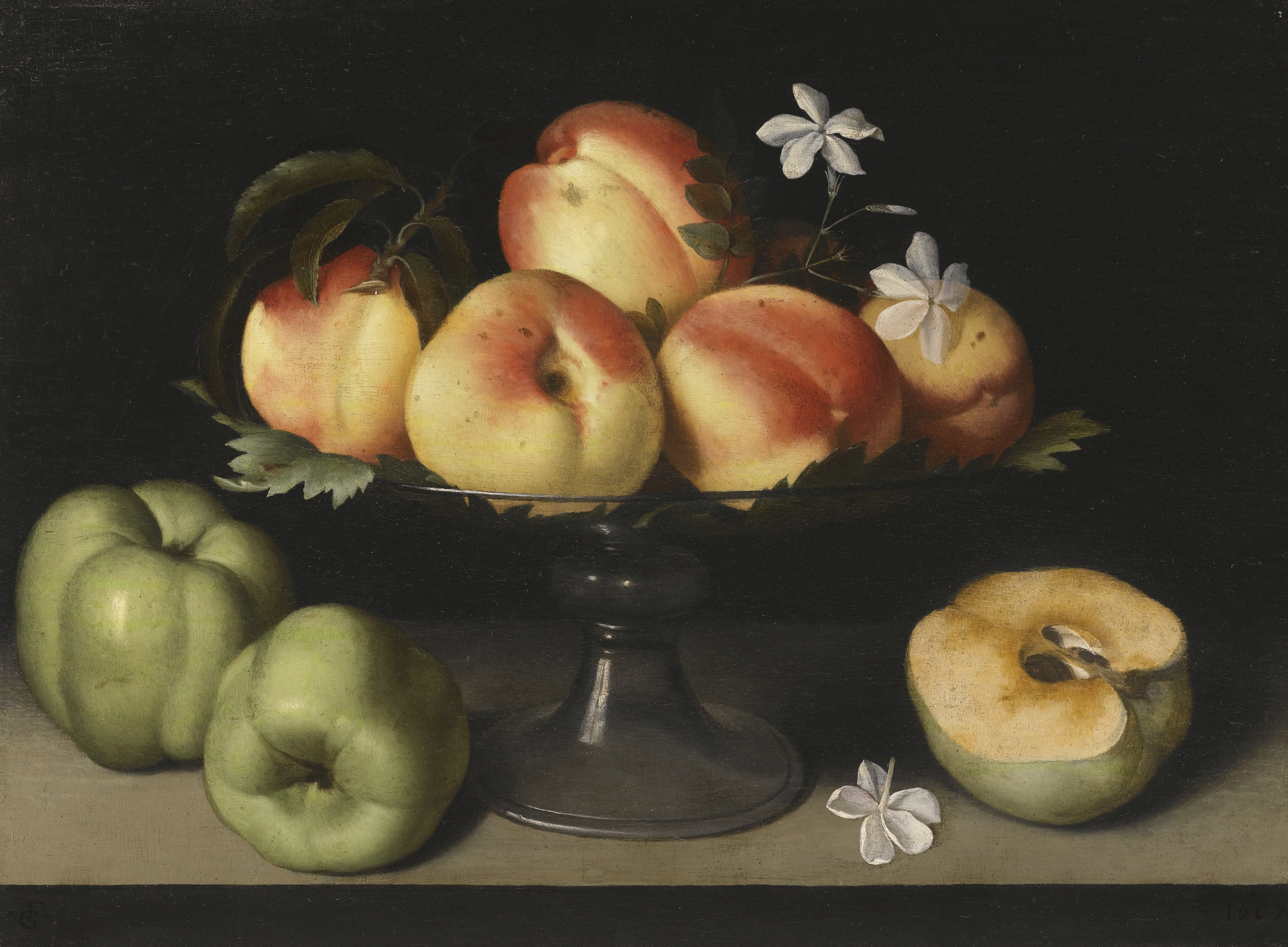
سینی شیشه‌ای با هلوها، گل‌های یاس و سیب‌ها، ۱۶۰۷
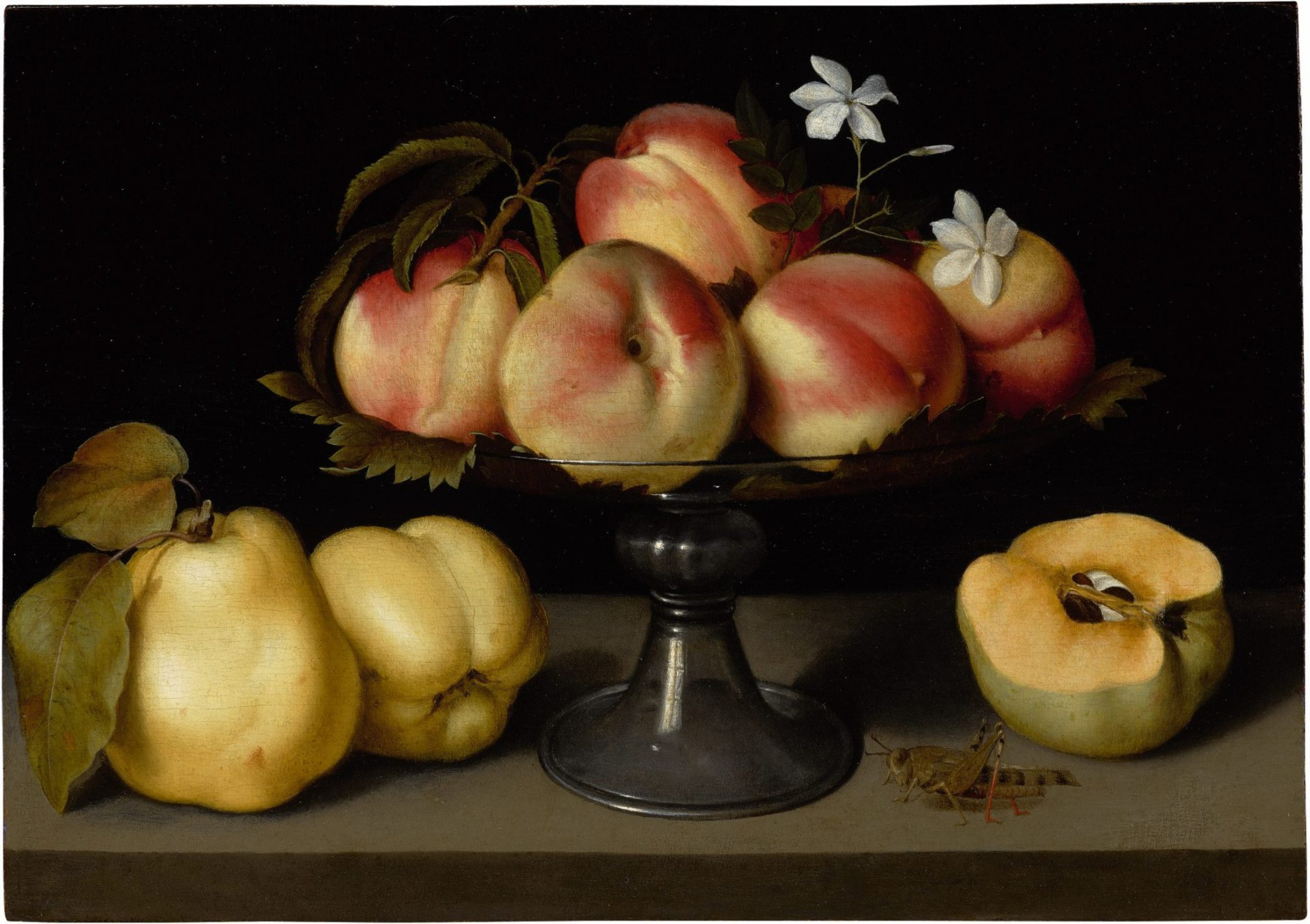
سینی شیشه‌ای با هلوها، گل‌های یاس، به‌ها و یک جیرجیرک، حدود ۱۶۱۰
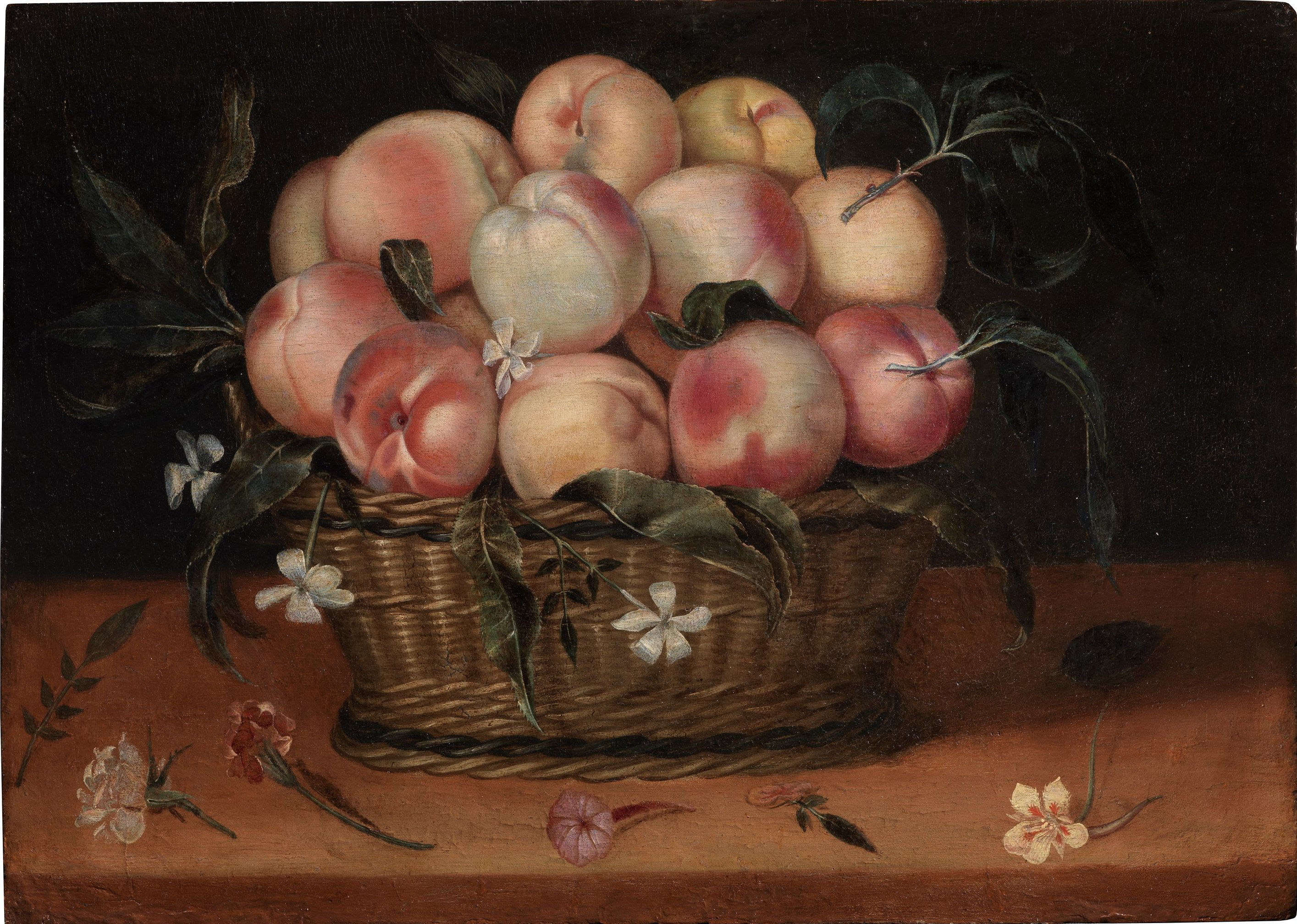
سبد حصیری با هلوها، گل‌های یاس، رز و میخک